# Uhuru (RDC)
Pour les articles homonymes, voir Uhuru.
Uhuru est un bihebdomadaire généraliste de la République démocratique du Congo en français, édité à Kinshasa. Le journal contient aussi des dépêches en lingala ou swahili.